# Pink: Live in Europe
Pink: Live in Europe – pierwsze DVD Pink, wydane 5 czerwca 2006 roku przez wytwórnię Sony BMG Music Entertainment. Zawiera on zapis z koncertu Pink w Manchesterze w ramach europejskiej trasy koncertowej Try This Tour w 2004 roku. Album był w 2007 roku szóstym najczęściej sprzedającym się DVD w Australii.  

## Lista utworów
1. "Can't Take Me Home"
2. "There You Go"
3. "Split Personality"
4. "Most Girls"
5. "Lady Marmalade"
6. "I Wanna Rock"
7. "Don't Let Me Get Me"
8. "18 Wheeler"
9. "Family Portrait"
10. "Just Like a Pill"
11. "Respect"
12. "My Vietnam"
13. "Misery"
14. "Eventually"
15. "Summertime"/"Me and Bobby McGee"/"Piece of My Heart"
16. "Feel Good Time"
17. "God Is a DJ"
18. "Oh My God"
19. "Trouble"
20. "Last to Know"
21. "Try Too Hard"
22. "Unwind"
23. "Welcome to the Jungle"
24. "Get the Party Started"

## Notowania i certyfikacje
| Państwo           | Najwyższa pozycja | Certyfikat          |
| ----------------- | ----------------- | ------------------- |
| Australia         | 1                 | 11× platynowa płyta |
| Austria           | 2                 | —                   |
| Belgia (Flandria) | 6                 | —                   |
| Belgia (Wallonia) | 6                 | —                   |
| Niemcy            | 32                | 3× złota płyta      |
| Holandia          | 4                 | —                   |
| Włochy            | 17                | —                   |